# Domnești (gmina w okręgu Ilfov)
Domnești – gmina w zachodniej części okręgu Ilfov w Rumunii. W skład gminy wchodzą wsie: Domnești i Țegheș. W 2011 roku liczyła 8682 mieszkańców.